# Psychotria plana
Psychotria plana är en måreväxtart som beskrevs av William Grant Craib. Psychotria plana ingår i släktet Psychotria och familjen måreväxter. Inga underarter finns listade i Catalogue of Life.